# Галијано (Фиренца)
Галијано је насеље у Италији у округу Фиренца, региону Тоскана.
Према процени из 2011. у насељу је живело 1041 становника. Насеље се налази на надморској висини од 301 м.